# Rheum glabricaule
Rheum glabricaule Sam. – gatunek rośliny z rodziny rdestowatych (Polygonaceae Juss.). Występuje naturalnie w Chinach – w prowincji Gansu. 

## Morfologia
PokrójBylina dorastająca do 100 cm wysokości.
LiścieIch blaszka liściowa jest lekko skórzasta i ma owalnie sercowaty kształt. Mierzy 11–25 cm długości oraz 10–17 cm szerokości, jest całobrzega, o niemal sercowatej nasadzie i spiczastym wierzchołku. Ogonek liściowy jest nagi.
KwiatyZebrane w wiechy, rozwijają się na szczytach pędów. Listki okwiatu mają owalny kształt i zielono-purpurową barwę, mierzą 2 mm długości.
OwoceMają podłużnie jajowaty kształt, osiągają 5–8 mm długości.

## Biologia i ekologia
Rośnie na terenach skalistych. Występuje na wysokości od 3000 do 3500 m n.p.m. Kwitnie od czerwca do lipca.